# Zhenxiang Dao
Zhenxiang Dao är en ö i Kina. Den ligger i provinsen Guangdong, i den södra delen av landet, omkring 130 kilometer sydost om provinshuvudstaden Guangzhou. Arean är 0,16 kvadratkilometer. Den sträcker sig 0,8 kilometer i nord-sydlig riktning, och 0,3 kilometer i öst-västlig riktning.
Genomsnittlig årsnederbörd är 2 326 millimeter. Den regnigaste månaden är maj, med i genomsnitt 472 mm nederbörd, och den torraste är januari, med 25 mm nederbörd.